# عبد الجليل الوزاني التهامي
عبد الجليل الوزاني التهامي (مواليد 29 يونيو 1961) هو كاتب وروائي مغربي.

## مسيرته
وُلد في 29 يونيو 1961 بقرية بو أحمد في إقليم شفشاون بالمغرب. درس بمدرسة سيدي على بركة الابتدائية بتطوان، ثم ثانوية القاضي عياض بتطوان. حصل على الإجازة في الآداب العربية من كلية الآداب بتطوان. خريج المدرسة العليا للأساتذة بمرتيل ـ تطوان عام 1988. عمل أستاذًا بالتعليم الثانوي بمدينة سيدي قاسم (1988 - 2004)، وحارس عام ومدير ثانوية الأندلس الإعدادية بتطوان (2004 - 2010). يشغل منصب رئيس مكتب منسقية التفيش بالمديرية الإقليمية لوزارة التربية الوطنية بتطوان منذ 2010. هو عضو اتحاد كتاب المغرب، وعضو مؤسسة لمنتدى تطوان للسرد الأدبي، وعضو مؤسسة لرابطة أدباء الشمال. بدأ حياته الأدبية شاعرا قبل أن ينتقل إلى القصة القصيرة ثم الرواية، ولديه قصص ومقالات أدبية منشورة بالصحف الوطنية والعربية، والمواقع الإلكترونية.

## أعماله
- 2003: «الضفاف المتجددة ـ تيكيساس»، مطبعة الخليج العربي بتطوان
- 2005: «لقاء مساء العمر»، نُشرت بجريدة تمودة تطوان
- 2007: «احتراق في زمن الصقيع»، منشورات مرايا بطنجة (الطبعة الأولى)، منشورات مكتبة سلمى الثقافية بتطوان (الطبعة الأولى 2016)
- 2011: «أراني أحرث أرضا من ماء ودم»، منشورات مكتبة سلمى الثقافية بتطوان
- 2013: «ليالي الظمأ»، منشورات مكتبة سلمى الثقافية بتطوان
- 2016: امرأة في الظل، أو ما لم نعرف عن زينب، منشورات كتارا بالدوحة (الطبعة الأولى)، (الطبعة الثانية 2018)
- 2017: «متاهات الشاطئ الأزرق»، المركز الثقافي العربي
- 2019: «أوراق من ملفات مؤجلة»، منشورات مكتبة سلمى الثقافية بتطوان
- 2021: «صهوة السراب»، منشورات مكتبة سلمى الثقافية بتطوان[2]

## جوائز
حصل على جائزة الحسن الثاني للبيئة عن رواية «الضفاف المتجددة تيكيساس» عام 2004، كما حصل على جائزة كتارا للرواية العربية سنة 2015 فئة الروايات غير المنشورة، عن رواية «امرأة في الظل، أو ما لم نعرف عن زينب».